# 오프로드 이영래입니다
오프로드 이영래입니다는 전주MBC FM4U(FM 99.1㎒)에서 매주 토요일 낮 12시부터 오후 2시까지 방송하는 K-POP 음악 프로그램이다. 2024년 11월 30일 자로 2년만에 폐지되었다.